# 家园报
《家园报》（阿拉伯语：‎）是黎巴嫩的一份阿拉伯语报纸，在该国首都贝鲁特发行。

## 历史
1941年，《家园报》首次作为政论报纸出版，采用大报版式。其主编是查尔斯·阿尤布，著名黎巴嫩籍漫画家皮埃尔·萨迪克为该报工作。
2003年，《家园报》的流通量达到20,000份，成为黎巴嫩畅销度第三的报纸。

## 立场
据称，《家园报》持叙利亚民族主义立场。此外，该报和叙利亚社会民族党的意识形态相通。1987年，《家园报》发文批评军政府领导人，因此大受欢迎。
黎巴嫩原代理总理、现任总统米歇尔·奥恩曾由于《家园报》不认同其政策而于1990年1月将其关闭。但《家园报》之后恢复了发行。